# Chwałowice (gromada w powiecie iłżeckim)
Chwałowice – dawna gromada, czyli najmniejsza jednostka podziału terytorialnego Polskiej Rzeczypospolitej Ludowej w latach 1954–1972.
Gromady, z gromadzkimi radami narodowymi (GRN) jako organami władzy najniższego stopnia na wsi, funkcjonowały od reformy reorganizującej administrację wiejską przeprowadzonej jesienią 1954 do momentu ich zniesienia z dniem 1 stycznia 1973, tym samym wypierając organizację gminną w latach 1954–1972.
Gromadę Chwałowice siedzibą GRN w Chwałowicach utworzono – jako jedną z 8759 gromad na obszarze Polski – w powiecie iłżeckim w woj. kieleckim, na mocy uchwały nr 13k/54 WRN w Kielcach z dnia 29 września 1954. W skład jednostki weszły obszary dotychczasowych gromad Chwałowice, Lubianka i Małomierzyce ze zniesionej gminy Krzyżanowice w tymże powiecie; ponadto lasy państwowe nadleśnictwa Małomierzyce, oddziały Nr Nr 20 do 46, 50 do 60, 69 do 89, 95 do 109, 122 i 123. Dla gromady ustalono 12 członków gromadzkiej rady narodowej.
29 lutego 1956 z gromady Chwałowice wyłączono oddziały Nr Nr 20–28, 35, 36, 95 i 96 nadleśnictwa Małomierzyce, włączając je do gromady Wólka w tymże powiecie; do gromady Chwałowice przyłączono natomiast oddziały Nr Nr 47–49 i 61–64 nadleśnictwa Małomierzyce z gromady Pasztowa Wola w tymże powiecie.
31 grudnia 1959 do gromady Chwałowice przyłączono wsie Jedlanka Stara, Jedlanka Nowa, Malenie i Nowosiółka oraz kolonie Jedlanka Wandzin, Wesołówka i Jedlanka z gromady Krzyżanowice.
31 grudnia 1962 z gromady Chwałowice wyłączono wsie Jedlanka Stara, Jedlanka Nowa, Maleniec i Nowosiółka oraz kolonie Jedlanka Wandzin, Wesołówka i Jedlanka włączając je z powrotem do gromady Krzyżanowice w tymże powiecie.
Gromadę zniesiono 1 stycznia 1969, a jej obszar włączono do gromady Pasztowa Wola.